# HVM Racing

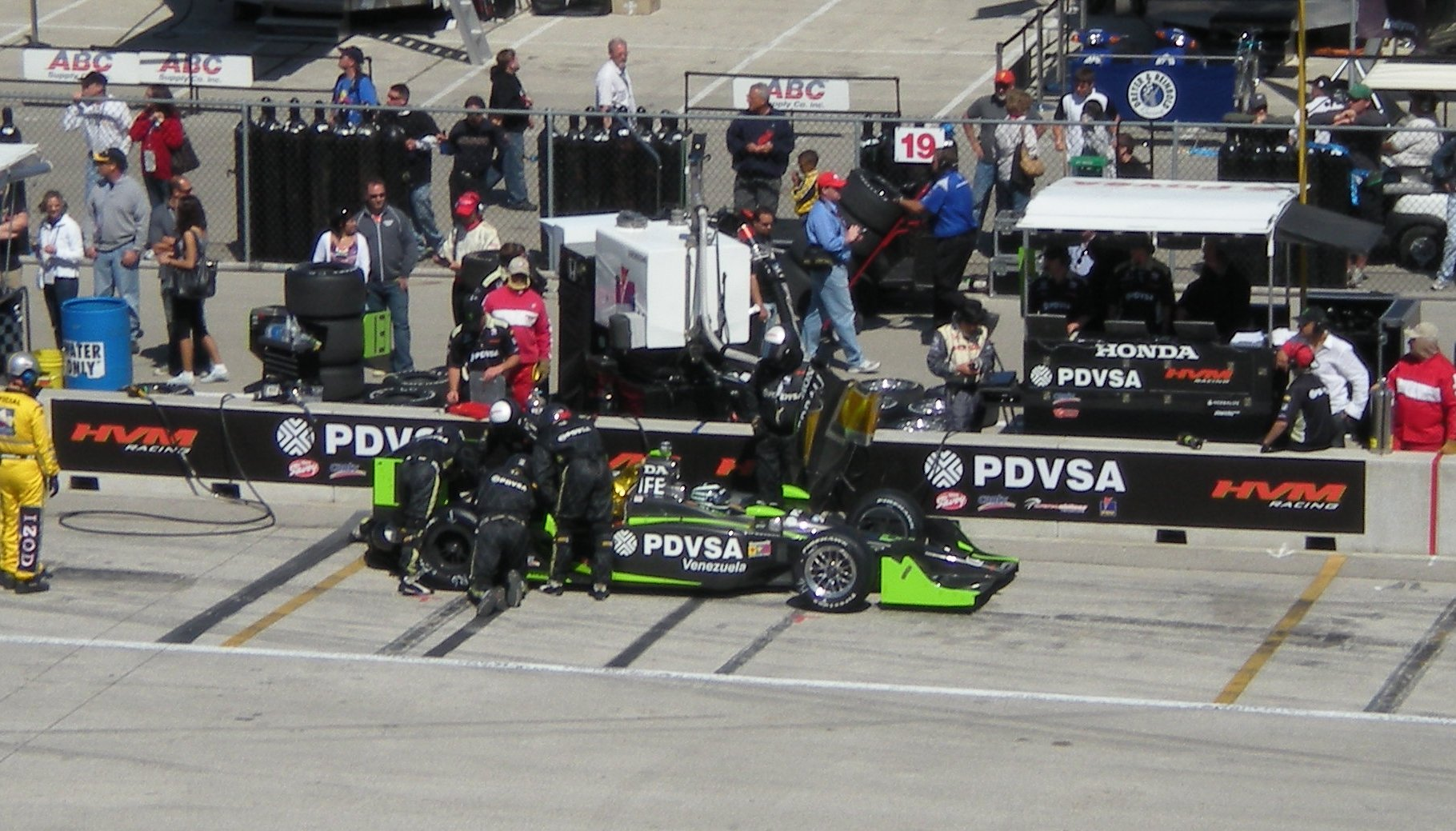
En av HMV:s bilar vid en reparation i depån under ett lopp 2009.

HVM Racing är ett amerikanskt racingstall som tävlar i IndyCar Series.
1986 tävlade stallet för första gången i den amerikanska cartserien, då hette det Bettenhausen Motorsports efter Tony Bettenhausen Jr. som var den då mest framträdande föraren. Efter Tonys död år 2000 försvann Bettenhausen från stallets namn.
Stallet hette under en period CTE-HVM Racing och ägdes då bland annat av komikern och skådespelaren Cedric the Entertainer. Stallet övertogs av Paul Stoddart och blev Minardi Team USA, som tävlade i Champ Car. 
Stallets främste förare var den tidigare formel 1-föraren Robert Doornbos och stallets test- och reservförare var den tidigare Minardi-föraren Zsolt Baumgartner. Stallet körde bara en säsong. Doornbos slutade på en tredje plats i förarmästerskapet och utnämndes till Rookie of the Year.